# 我本是高山
《我本是高山》（英語：Beyond the Clouds）是一部中国大陆的传记电影，以云南省丽江华坪女子高级中学校长张桂梅真实事迹为故事蓝本。该片由郑大圣、杨瑾执导，袁媛、陈麒凌编剧，海清领衔主演，陈永胜、柴烨、王玥婷、万国鹏主演，胡歌特别出演，刘雅瑟、杨皓宇友情出演。2023年11月24日在中国大陆上映。

## 剧情简介
张校长（海清饰）以为人奉献的“燃灯精神”创办了云南丽江华坪女子高级中学，带着一百多个困守大山的女孩们提供了通过读书改变命运的机会，并携手跨过前进路上的阻碍，丰富了人生选择。

## 演员列表
| 演員     | 角色   | 介紹                                       |
| -------- | ------ | ------------------------------------------ |
| 海清     | 张校长 | 云南丽江华坪女子高级中学校长，原型为张桂梅 |
| 陈永胜   | 卢南山 |                                            |
| 柴烨     | 徐影影 |                                            |
| 王玥婷   | 龙昭红 |                                            |
| 万国鹏   | 冯保志 |                                            |
| 美朵达瓦 | 山英   | 张校长第一届招收的学生                     |
| 赵瑞婷   | 山月   | 张校长第一届招收的学生                     |
| 罗解艳   | 玖朵云 | 张校长第一届招收的学生                     |
| 郭莉娜   | 唐小萍 | 张校长第一届招收的学生                     |
| 潘家艳   | 王彩娥 | 张校长第一届招收的学生                     |
| 胡歌     | 董老师 | 张校长的丈夫                               |
| 刘雅瑟   | 付春盈 |                                            |
| 杨皓宇   | 梁局长 |                                            |

## 製作與發行
该片于2022年10月开始拍摄。根据公开报道，该片在剧本创作的阶段里，制作团队搜集了大量资料用于研究分析。主演海清为饰演张桂梅花了两年时间模仿言行；另外片中出演的儿童演员也是剧组从数千个儿童中筛选出来的，在经历了数次拍摄后还出现了晒伤。
该片在杀青后，以较快的速度取得了公映许可证，此后于2023年11月8日开启预售。11月16日，该片在北京举办首映礼。11月17日至19日，该片开展超前点映。11月18日至19日，剧组成员先后赴昆明、丽江华坪县开展首映活动，其中昆明首映礼邀请华坪女高毕业生、媒体、教师等现场观看；而在华坪县点映活动中，张桂梅率部分华坪女高学生前往观看。在放映结束后的互动环节中，华坪女高学生们现场发表了观后感，并向张桂梅表达感谢。张桂梅现场带领全体学生朗诵丽江华坪女高誓词，并一同歌唱《红梅赞》。11月24日，该片在中国大陆正式公映，当天中共云南省委书记王宁等云南省党政领导在参加学习弘扬“四下基层”优良传统“五级书记”为民办事解难题现场会期间，也一同观看了本片，作为“接受党性教育”的一部分。

## 票房
截至11月22日，《我本是高山》点映及预售总票房突破2000万元人民币。

## 争议事件
该片在点映期间，部分剧情引发网民讨论。例如，胡歌饰演的张桂梅丈夫，被认为“感情戏加入得莫名其妙”；有女老师坚持不下来，男朋友却坚持下来，然后女老师让男朋友在她和学生之间做选择。至于讨论最多的一个细节则是，此前在张校长某位学生采访中叙述的酗酒家暴父亲，在影片中改成了酗酒家暴母亲的形象。一些网民因此质疑该片“削弱女性力量、污名化女性”。针对争议，该片编剧袁媛表示，相关舆情“就像电影里阻挡女孩子上学的势力一样，他们不想让更多女孩看到，他们害怕了，所以就滚成一团的黑过来”。此后袁媛删除了该微博。CCTV-6旗下“中国电影报道”微博发文称“恶意的断章取义、以偏概全，给这部片子泼了一盆脏水。丧失良心的杂音，让辛勤耕耘的中国电影人承受不起，正在复苏的中国电影承受不起，正义的六公主也绝不接受！”，之后再次发文称“这些声音打着‘观众’和‘网友’的旗号，动作反应及时、话术训练统一、依旧紧咬着原有的议题‘三件套’不松口，甚至尝试歪曲、误读我们本身的主张”。与此同时，新浪微博针对网民发表关于该片的“极端言论”开展清理行动，共清理“放大群体矛盾、挑动性别对立”的“违规内容”1782条，对67个账号予以阶段性禁言处置；清理“恶意关联揣测、号召集体抵制”的“违规内容”327条，对72个账号予以阶段性禁言直至关闭账号处置。11月21日，主演海清就“酗酒母亲”的争议做出回应，表示在前期采风期间，在当地确实看到过很多类似的情况，强调之所以选择母亲的形象，目的是想表现张老师不光是对孩子的救赎，也是对母亲的一种救赎。
此外，自由亚洲电台评论称该电影的“编剧和导演未能理解张桂梅的精神境界”，认为该电影为“日渐强硬和僵化的宣传机器”，此外还认为网友对该影片及其编剧的批驳“强化了党国所期待的宣传效果”。

## 奖项荣誉
| 年份   | 颁奖礼                     | 奖项               | 入围者         | 结果 | 参考   |
| ------ | -------------------------- | ------------------ | -------------- | ---- | ------ |
| 2024年 | 第19届中国长春电影节金鹿奖 | 最佳女演员         | 海清           | 提名 | [ 21 ] |
| 2025年 | 第20届中国电影华表奖       | 优秀农村题材影片奖 | 《我本是高山》 | 獲獎 | [ 22 ] |